# 国立病院機構東広島医療センター

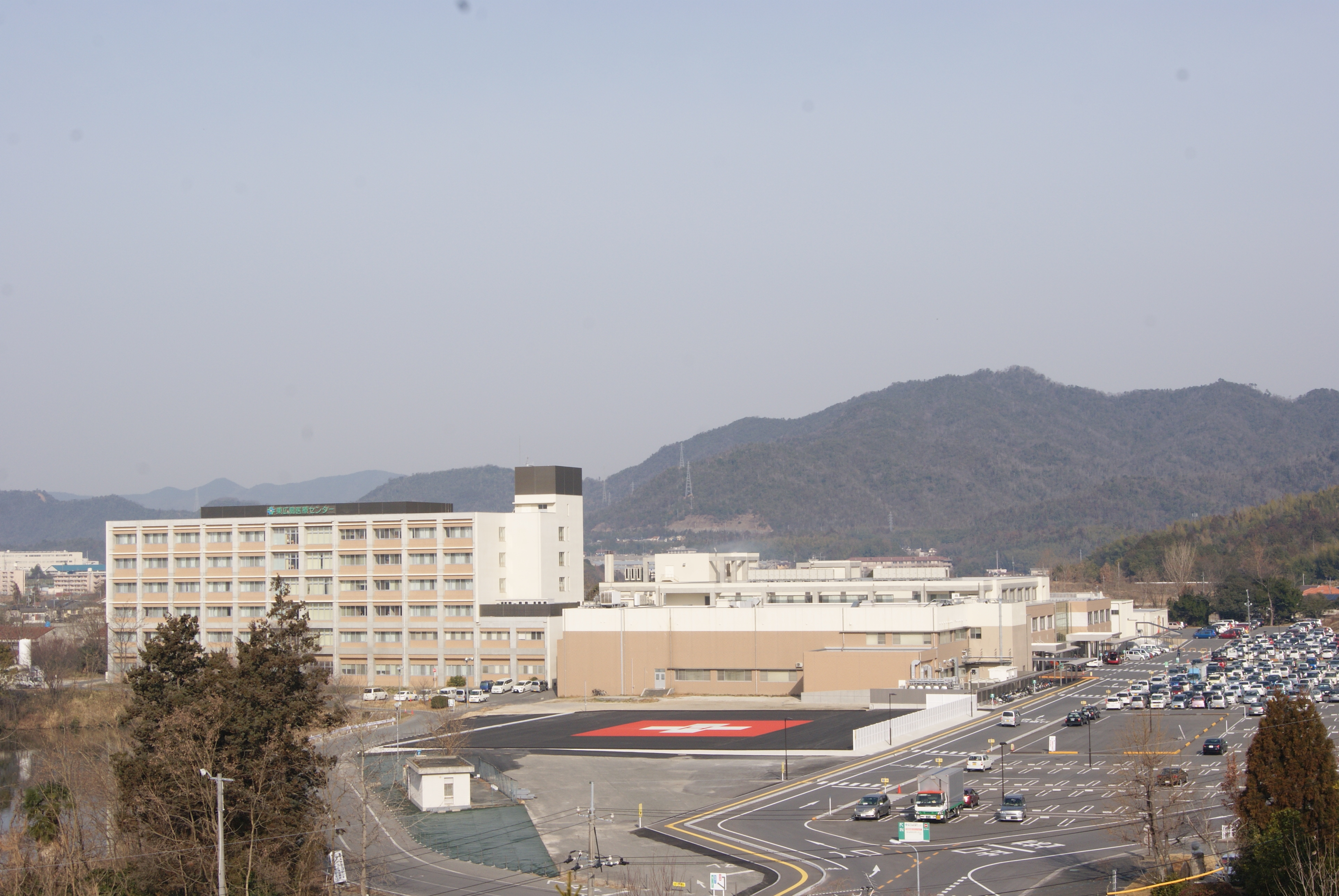
病院全景

独立行政法人国立病院機構東広島医療センター（どくりつぎょうせいほうじんこくりつびょういんきこうひがしひろしまいりょうセンター）は、広島県東広島市西条町寺家にある医療機関。独立行政法人国立病院機構が運営する病院である。旧国立療養所広島病院。政策医療分野におけるがん、循環器病、呼吸器疾患（結核を含む）、内分泌・代謝性疾患の専門医療施設である。地域医療支援病院、地域がん診療連携拠点病院、広島県地域周産期母子医療センター、臨床研修指定病院、広島県災害拠点病院、広島県DMAT指定病院などに指定されている。
中国四国グループ事務所の所在地でもある。

## 沿革
（国立療養所広島病院）
- 1939年2月9日 - 傷痍軍人広島療養所として開設。
- 1945年12月1日 - 厚生省に移管、国立広島療養所として開設。
- 1970年4月1日 - 国立療養所広島病院と改称。
- 2001年1月6日 - 厚生労働省に移管。

（国立療養所畑賀病院）
- 1933年10月7日 - 広島市立畑賀病院として開設。
- 1943年4月1日 - 日本医療団に経営移管、日本医療団畑賀病院となる。
- 1947年4月1日 - 厚生省に移管、国立広島療養所畑賀分院となる。
- 1952年4月1日 - 国立療養所畑賀病院として分離独立。
- 1953年4月1日 - 国立畑賀療養所と改称。
- 1974年4月1日 - 国立療養所畑賀病院と改称。
- 2001年1月6日 - 厚生労働省に移管。

（東広島医療センター）
- 2001年12月1日 - 国立療養所広島病院と国立療養所畑賀病院を国立療養所広島病院の地で統合、国立療養所広島病院として発足。国立療養所畑賀病院は広島市に譲渡され、広島市は広島市医師会運営・安芸市民病院として病院を開設。
- 2004年4月1日 - 独立行政法人国立病院機構発足に伴い、現名称に変更。
- 2006年8月21日 - 日本医療機能評価機構認定病院となる。
- 2006年8月24日 - 地域がん診療連携拠点病院に指定される。
- 2009年8月12日 - 地域医療支援病院に承認される。
- 2011年9月1日 - 広島県DMAT指定病院となる。
- 2012年3月29日 - 災害拠点病院（地域災害医療センター）の指定を受ける。
- 2012年10月1日 - 地域周産期母子医療センターとなる。

## 診療科
- 内分泌・糖尿病内科
- 精神科
- 腎臓内科
- 神経内科
- 呼吸器内科
- 消化器内科
- 血液内科
- 循環器内科
- 小児科
- 外科
- 整形外科
- 脳神経外科
- 呼吸器外科
- 心臓血管外科
- 皮膚科
- 泌尿器科
- 産婦人科
- 眼科（休診中）
- 耳鼻咽喉科
- 放射線科
- 麻酔科
- リハビリテーション科
- 歯科
- 病理診断科

## 医療機関の指定等
- 保険医療機関
- 救急告示医療機関
- 労災保険指定医療機関
- 指定自立支援医療機関（更生医療・育成医療・精神通院医療）
- 身体障害者福祉法指定医の配置されている医療機関
- 精神保健指定医の配置されている医療機関
- 地域がん診療連携拠点病院
- 生活保護法指定医療機関
- 結核指定医療機関
- 特定疾患治療研究事業委託医療機関
- 戦傷病者特別援護法指定医療機関
- 原子爆弾被害者一般疾病医療取扱医療機関
- 小児慢性特定疾患治療研究事業委託医療機関
- 公害医療機関
- 母体保護法指定医の配置されている医療機関
- 日本医療機能評価機構認定病院
- 地域医療支援病院
- 臨床研修指定病院（管理型）
- 広島県DMAT指定病院
- 災害拠点病院（地域災害医療センター）
- 地域周産期母子医療センター

## 周辺
- 広島県立西条特別支援学校八本松分校
- 東広島市立平岩小学校
- マックスバリュ西条西店（フジ運営）

## 交通
- 東広島医療センター バス停下車[1]
  - 西条線（JRバス中国[2]） 寺家駅・西条駅方面 平日7往復、土休日3往復
  - 磯松線（芸陽バス[3]） 寺家駅・西条駅方面 / 正力・造賀・豊栄方面 2往復のみ